# Казалангуида
Казала̀нгуида (на италиански: Casalanguida) е село и община в Южна Италия, провинция Киети, регион Абруцо. Разположен е на 470 m надморска височина. Населението на общината е 1006 души (към 2011 г.).